# Kanstancin Lukašyk
Kanstancin Leonidovič Lukašyk (in bielorusso Канстанцін Леонідовіч Лукашык?; Hrodna, 18 settembre 1975) è un ex tiratore a segno bielorusso.

## Palmarès

### Olimpiadi
- 1 medaglia:
  - 1 oro (Barcellona 1992 nella pistola 50 metri[1])